# Tunde Onakoya
Tunde Onakoya (* 6. Oktober 1994 in Ikorodu) ist ein nigerianischer Schachspieler. Er erlangte weltweit Bekanntheit durch sein Engagement für Kinder im Schachsport.

## Leben
Onakoya wuchs in der Slumgegend Ikorodu bei Lagos auf. Er arbeitete sich vom Leben in Armut zu einer inspirierenden Persönlichkeit im Schachsport hoch. In seiner Kindheit bot ihm Schach einen Ausweg aus der prekären Lebenssituation. Seine Fähigkeiten im Schach brachten ihm den Titel eines Nationalmeisters ein. Onakoya setzte seine Leidenschaft für das Schachspiel fort und etablierte sich lokal als eine wichtige Figur im Schach. Er lebt und wirkt in Lagos, wo er auch das Projekt Chess in Slums Africa ins Leben rief.

## Wirken
Onakoya ist für seine Fähigkeiten am Schachbrett und sein soziales Engagement bekannt. Er gründete im Jahr 2018 das Projekt Chess in Slums Africa, um Kindern in Slumgebieten durch Schach eine bessere Zukunft zu ermöglichen. Das Projekt begann in Ikorodu und hat sich seither auf andere Gemeinden wie Majidun und Makoko ausgeweitet. Onakoyas Ansatz nutzt Schach als Mittel zur Förderung von Bildung und zur mentalen Entwicklung, was bereits zur Vergabe lebenslanger Stipendien an über 20 Kinder geführt hat. Sein Engagement und seine Erfolge haben ihm Anerkennung weit über die Grenzen Nigerias hinaus eingebracht. Onakoyas Philosophie des Ubuntu, die betont, dass man nur durch das Wohl anderer selbst vollständig sein kann, spiegelt sich in seinem Wirken wider und treibt seine Vision voran, in jeder Slumgemeinde Afrikas eine Schachakademie zu etablieren.
Im April 2024 stellte er in New York einen Weltrekord auf, indem er über 58 Stunden lang Schach spielte und dabei unbesiegt blieb. Die Aktion, die auf dem Times Square stattfand, zielte auf die Sammlung einer Million Dollar für benachteiligte Kinder in Afrika ab. Der nigerianische Präsident Bola Ahmed Tinubu lobte Onakoya für diese Aktion.

## Rating
Seine höchste Elo-Zahl war 2197 im Juli 2016.